# Procesos industriales

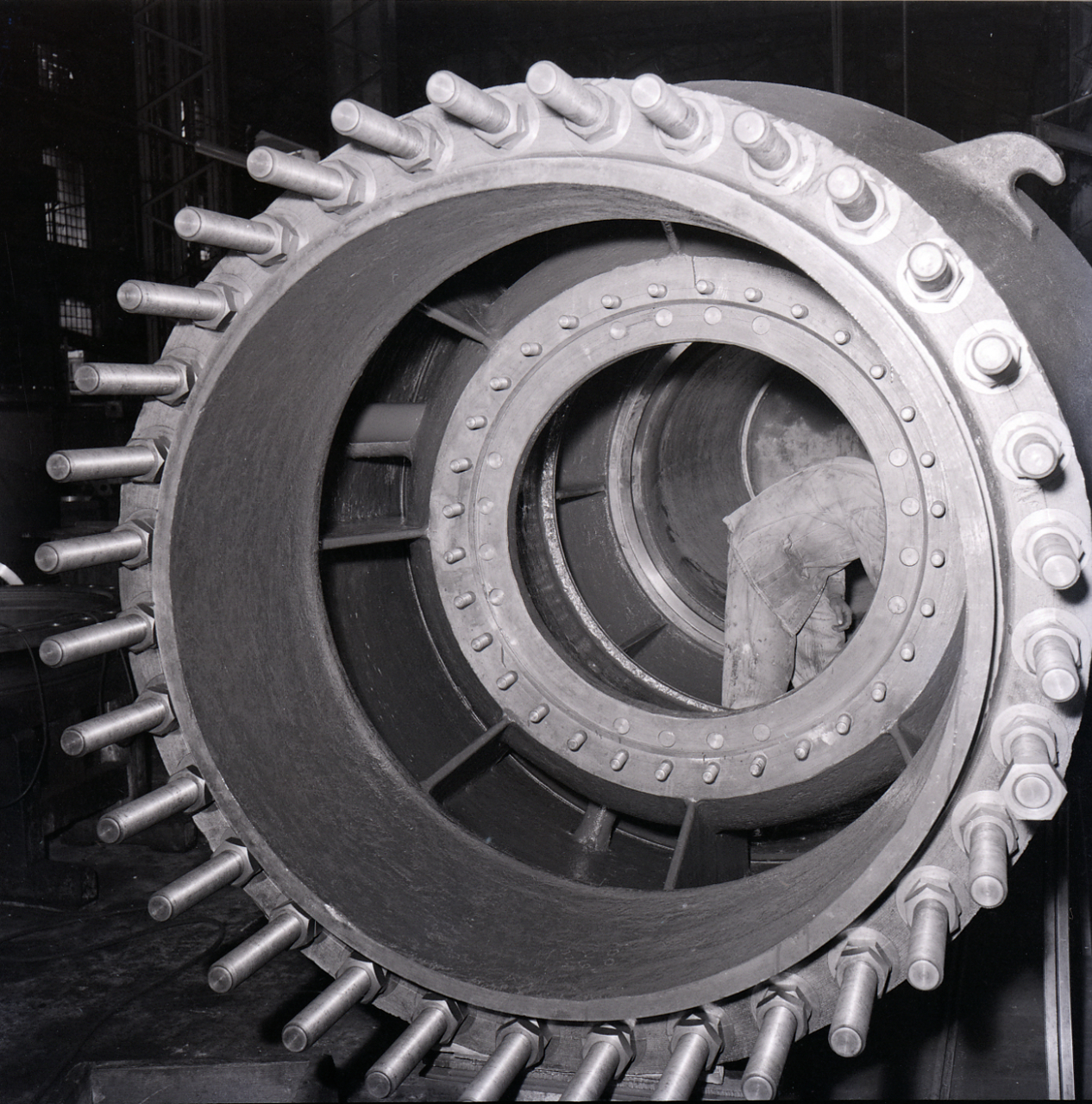
Acería de Italia en 1958, foto de Paolo Monti.

Los procesos industriales son procedimientos que involucran pasos químicos, físicos, eléctricos o mecánicos para ayudar en la fabricación de un artículo o artículos, que generalmente se llevan a cabo a gran escala. Los procesos industriales son los componentes clave de la industria pesada.

## Procesos generales
Estos se pueden aplicar por sí solos o como parte de un proceso mayor.
- Licuefacción de gases - para facilitar el transporte
- Secado supercrítico, secado por congelación - eliminación del exceso de líquido
- Lavado - eliminación de la contaminación de los gases de escape

## Procesos químicos
- Proceso de Haber: unión química de nitrógeno gaseoso de la atmósfera para producir amoníaco.
- Fundición: metales que mejoran químicamente
- Desinfección: tratamiento químico para matar bacterias y virus.
- Piroprocesamiento: uso de calor para combinar químicamente los materiales, como en el cemento.

## Procesos calóricos
- Fundición instantánea: un refinamiento de la fundición, para minerales que contienen azufre (produce cobre, níquel y plomo)

## Electrólisis
La disponibilidad de electricidad y su efecto en los materiales dio lugar a varios procesos para el revestimiento o separación de metales.
- Dorado, galvanoplastia, anodización, electrodeposición: depósito de un material sobre un electrodo
- Pulido electrolítico - el reverso de la galvanoplastia
- Enfoque automático: similar a la galvanoplastia, pero separando las moléculas
- Proceso electrolítico - el proceso genérico de usar electrólisis
- Deposición electroforética: deposición electrolítica de partículas coloidales en un medio líquido
- Electrotipeo: uso de la galvanoplastia para producir planchas de impresión.
- Metalización, chapado, recubrimiento por centrifugación: los términos genéricos para dar a los no metales un recubrimiento metálico.

## Corte
- aserradura
- cizallamiento
- corte de oxiacetileno
- corte de plasma

- corte por chorro de agua
- corte por láser
- mecanizado de descarga eléctrica (EDM)
- mecanizado: el corte mecánico y la conformación del metal que implica la pérdida del material.

## Procesos físicos
Existen varios procesos físicos para remodelar un material mediante corte, doblado, unión o pulido, desarrollados a gran escala a partir de técnicas de taller.
- Forja - la conformación del metal mediante el uso de calor y martillo
- Fundición: conformación de un material líquido vertiéndola en moldes y dejándola solidificar.
- Estampado progresivo - la producción de componentes a partir de una tira o rollo
- Estampado
- Hidroformado: un tubo de metal se expande en un molde bajo presión
- Limpieza con chorro de arena : limpieza de una superficie con arena u otras partículas
- Soldadura , soldadura fuerte , soldadura : un proceso para unir metales
- Pulido en tambor - para pulir
- Endurecimiento por precipitación : tratamiento térmico utilizado para fortalecer materiales maleables.
- Endurecimiento por trabajo - agregando resistencia a metales, aleaciones, etc.
- Endurecimiento de la caja , endurecimiento diferencial , granallado , creando una superficie resistente al desgaste
- Troquelado : se presiona una "forma" o "troquel" sobre un material plano para cortar, marcar, perforar y dar forma al material

### Moldura
La conformación física de los materiales formando su forma líquida utilizando un molde.
- Fundición, fundición en arena: la conformación de metal fundido o plásticos utilizando un molde
- Sinterización, pulvimetalurgia: fabricación de objetos a partir de polvo metálico o cerámico.
- Moldeo por soplado como en recipientes de plástico o en la industria de recipientes de vidrio - haciendo objetos huecos soplándolos en un molde.
- Moldeo por compresión

### Separación
Muchos materiales existen en una forma impura, purificación o separación que proporciona un producto utilizable.
- Conminución : reduce el tamaño de las partículas físicas (existe entre la trituración y la molienda)
- Flotación de espuma , proceso de flotación - separación de minerales por flotación
- Extracción líquido-líquido - disolviendo una sustancia en otra.
- Proceso Frasch: para extraer el azufre fundido del suelo.

## Destilación
- Destilación fraccionada, destilación por arrastre de vapor, destilación al vacío: separa los materiales por su punto de ebullición
- Destilación por lotes
- Destilación continua
- Columna de fraccionamiento
- Cono rotatorio

## Aditivo
- Modelado de deposición fundida (FDM)
- Estereolitografía (SLA)
- Sinterización selectiva por láser (SLS)
- Fotolitografía

## Hierro y acero
La producción temprana de hierro fue a partir de meteoritos, o como un subproducto de la refinación de cobre.
- Fundición : el proceso genérico utilizado en hornos para producir acero, cobre, etc.
- Forja catalana, horno de hogar abierto, floristería, horno regenerativo de Siemens - producido en hierro forjado
- Alto horno - hierro fundido producido
- Reducción directa - producida directamente hierro reducido
- Crisol de acero
- Proceso de cementación
- Proceso de Bessemer
- Fabricación de acero con oxígeno básico, proceso de Linz-Donawitz
- Horno de arco eléctrico

## Petróleo y compuestos orgánicos
La naturaleza de una molécula orgánica significa que puede transformarse a nivel molecular para crear una gama de productos.
- Cracking (química) : el término genérico para romper las moléculas más grandes
- Alquilación - refinación de petróleo crudo
- Proceso de Burton - craqueo de hidrocarburos.
- Proceso de Cumeno - haciendo fenol y acetona a partir de benceno
- Reacción de Friedel-Crafts , reacción de Kolbe-Schmitt.
- Metátesis de olefinas , despolimerización térmica.
- Transesterificación - productos químicos orgánicos
- Proceso Raschig - parte del proceso para producir nylon
- Proceso oxo - produce aldehídos a partir de alquenos.
- Polimerizacion

## Otros
Organizado por producto:
- Aluminio: (proceso de Deville, proceso Bayer, proceso Hall-Héroult, proceso de Wöhler)
- Amoníaco, usado en fertilizantes y explosivos - (proceso Haber)
- Bromo - (Proceso de Dow)
- Cloro , usado en productos químicos - (proceso cloroalcalino, proceso de Weldon, proceso de Hooker)
- Grasa - (renderizado)
- Fertilizante - (proceso de nitrofosfato)
- Vidrio - (Proceso Pilkington)
- Oro - (oxidación bacteriana, proceso de Parkes)
- Grafito - (Proceso de Acheson)
- Agua pesada, utilizada para refinar productos radiactivos - (proceso de sulfuro de Girdler)
- Hidrógeno - (reformado con vapor, reacción de cambio de gas de agua)
- Plomo (y bismuto) - (proceso electrolítico de Betts, proceso de Betterton-Kroll)
- Níquel - (Proceso Mond)
- Ácido Nítrico - (Proceso de Ostwald)
- Papel - (despulpado, proceso Kraft, máquina de Fourdrinier)
- Caucho - (vulcanización)
- Sal - (proceso de Alberger, proceso de evaporación de Grainer)
- Cristales semiconductores - (técnica de Bridgeman, proceso Czochralski)
- Plata - (Proceso de Patio, proceso de Parkes)
- Carburo de silicio - (proceso de Acheson, proceso de Lely)
- Carbonato de sodio , utilizado para el jabón - (Proceso Leblanc, Proceso Solvay, Proceso Leblanc-Deacon)
- Ácido sulfúrico (proceso de la cámara de plomo, proceso de contacto)
- Titanio - (proceso Hunter , proceso de Kroll)
- Circonio - (proceso Hunter, proceso de Kroll, proceso de barra de cristal, proceso de yoduro)

Una lista por proceso:
- Proceso de Alberger, proceso de evaporación de Grainer - produce sal a partir de salmuera
- Oxidación bacteriana: se utiliza para producir oro.
- Proceso de Bayer - la extracción de aluminio del mineral
- Proceso cloroalcalino, proceso de Weldon - para producir cloro e hidróxido de sodio
- Proceso de barras de cristal, proceso de yoduro - produce circonio
- Proceso de Dow - produce bromo a partir de salmuera
- Proceso de Cambridge FFC
- Proceso de sulfuro de Girdler - para hacer agua pesada
- Proceso Hunter, proceso de Kroll - produce titanio y circonio
- Representación industrial - la separación de grasa de hueso y proteína
- Proceso de cámara de plomo, proceso de contacto - producción de ácido sulfúrico
- Proceso de Mond - níquel
- Proceso de nitrofosfato: un proceso similar para producir fertilizantes
- Proceso de Ostwald - produce ácido nítrico
- Proceso de Pidgeon - produce magnesio, reduciendo el óxido usando silicio
- Reformado con vapor, reacción de cambio de gas de agua: produce hidrógeno y monóxido de carbono a partir de metano o hidrógeno y dióxido de carbono a partir de agua y monóxido de carbono
- Metalización al vacío - un proceso de acabado
- Proceso de Perstorp Formox: oxidación del metanol para producir formaldehído